# Orusts och Tjörns domsagas valkrets
Orusts och Tjörns domsagas valkrets var vid riksdagsvalen 1866–1908 till andra kammaren en egen valkrets med ett mandat. Valkretsen avskaffades vid övergången till proportionellt valsystem inför riksdagsvalet 1911, då den uppgick i Göteborgs och Bohus läns södra valkrets.

## Riksdagsmän
- Johan Henriksson (1867)
- Carl Ljungman, lmp (1868–lagtima riksmötet 1871)
- Johan Emanuel Billström (urtima riksmötet 1871–1878)
- Carl Ödman, lmp (1879–1881)
- Axel Ljungman, lmp 1882–1887, nya lmp 1888, gamla lmp 1889–1894, lmp 1895–1899 (1882–1899)
- Carl Ödman, lmp (1900–1908)
- Carl Olausson, lib s (1909–1911)

## Valresultat

### 1887 I
| Andrakammarvalet i Sverige 1887 I: Orusts och Tjörns domsagas valkrets | Andrakammarvalet i Sverige 1887 I: Orusts och Tjörns domsagas valkrets | Andrakammarvalet i Sverige 1887 I: Orusts och Tjörns domsagas valkrets | Andrakammarvalet i Sverige 1887 I: Orusts och Tjörns domsagas valkrets | Andrakammarvalet i Sverige 1887 I: Orusts och Tjörns domsagas valkrets |
| Kandidat                                                               | Kandidat                                                               | Röster                                                                 | Röster                                                                 | Röster                                                                 |
| Kandidat                                                               | Kandidat                                                               | Antal                                                                  | %                                                                      | +− %                                                                   |
| ---------------------------------------------------------------------- | ---------------------------------------------------------------------- | ---------------------------------------------------------------------- | ---------------------------------------------------------------------- | ---------------------------------------------------------------------- |
|                                                                        | Axel Ljungman (prot.)                                                  | 516                                                                    | 58,8                                                                   |                                                                        |
|                                                                        | Carl Ödman (frih.)                                                     | 354                                                                    | 40,3                                                                   |                                                                        |
|                                                                        | Övriga kandidater                                                      | 8                                                                      | 0,9                                                                    |                                                                        |
| Antal giltiga röster                                                   | Antal giltiga röster                                                   | 878                                                                    |                                                                        |                                                                        |
| Kasserade röster                                                       | Kasserade röster                                                       | 72                                                                     |                                                                        |                                                                        |
| Totalt                                                                 | Totalt                                                                 | 950                                                                    |                                                                        |                                                                        |

Valet ägde rum den 6 april 1887. Valdeltagandet var 61,6%.

### 1887 II
| Andrakammarvalet i Sverige 1887 II: Orusts och Tjörns domsagas valkrets | Andrakammarvalet i Sverige 1887 II: Orusts och Tjörns domsagas valkrets | Andrakammarvalet i Sverige 1887 II: Orusts och Tjörns domsagas valkrets | Andrakammarvalet i Sverige 1887 II: Orusts och Tjörns domsagas valkrets | Andrakammarvalet i Sverige 1887 II: Orusts och Tjörns domsagas valkrets |
| Kandidat                                                                | Kandidat                                                                | Röster                                                                  | Röster                                                                  | Röster                                                                  |
| Kandidat                                                                | Kandidat                                                                | Antal                                                                   | %                                                                       | +− %                                                                    |
| ----------------------------------------------------------------------- | ----------------------------------------------------------------------- | ----------------------------------------------------------------------- | ----------------------------------------------------------------------- | ----------------------------------------------------------------------- |
|                                                                         | Axel Ljungman (NL)                                                      | 407                                                                     | 77,4                                                                    | ▲18,6                                                                   |
|                                                                         | Carl Ödman (frih.)                                                      | 114                                                                     | 21,7                                                                    | ▼18,6                                                                   |
|                                                                         | Övriga kandidater                                                       | 5                                                                       | 0,9                                                                     |                                                                         |
| Antal giltiga röster                                                    | Antal giltiga röster                                                    | 526                                                                     |                                                                         |                                                                         |
| Kasserade röster                                                        | Kasserade röster                                                        | 2                                                                       |                                                                         |                                                                         |
| Totalt                                                                  | Totalt                                                                  | 528                                                                     |                                                                         |                                                                         |

Valet ägde rum den 30 augusti 1887. Valdeltagandet var 30,6%.

### 1890
| Andrakammarvalet i Sverige 1890: Orusts och Tjörns domsagas valkrets | Andrakammarvalet i Sverige 1890: Orusts och Tjörns domsagas valkrets | Andrakammarvalet i Sverige 1890: Orusts och Tjörns domsagas valkrets | Andrakammarvalet i Sverige 1890: Orusts och Tjörns domsagas valkrets | Andrakammarvalet i Sverige 1890: Orusts och Tjörns domsagas valkrets |
| Kandidat                                                             | Kandidat                                                             | Röster                                                               | Röster                                                               | Röster                                                               |
| Kandidat                                                             | Kandidat                                                             | Antal                                                                | %                                                                    | +− %                                                                 |
| -------------------------------------------------------------------- | -------------------------------------------------------------------- | -------------------------------------------------------------------- | -------------------------------------------------------------------- | -------------------------------------------------------------------- |
|                                                                      | Axel Ljungman (GL)                                                   | 427                                                                  | 74,1                                                                 | ▼3,3                                                                 |
|                                                                      | Carl Ödman (prot.)                                                   | 142                                                                  | 24,7                                                                 | ▲3,0                                                                 |
|                                                                      | Övriga kandidater                                                    | 7                                                                    | 1,2                                                                  |                                                                      |
| Antal giltiga röster                                                 | Antal giltiga röster                                                 | 576                                                                  |                                                                      |                                                                      |
| Kasserade röster                                                     | Kasserade röster                                                     | 2                                                                    |                                                                      |                                                                      |
| Totalt                                                               | Totalt                                                               | 578                                                                  |                                                                      |                                                                      |

Valet ägde rum den 22 augusti 1890. Valdeltagandet var 30,4%.

### 1893
| Andrakammarvalet i Sverige 1893: Orusts och Tjörns domsagas valkrets | Andrakammarvalet i Sverige 1893: Orusts och Tjörns domsagas valkrets | Andrakammarvalet i Sverige 1893: Orusts och Tjörns domsagas valkrets | Andrakammarvalet i Sverige 1893: Orusts och Tjörns domsagas valkrets | Andrakammarvalet i Sverige 1893: Orusts och Tjörns domsagas valkrets |
| Kandidat                                                             | Kandidat                                                             | Röster                                                               | Röster                                                               | Röster                                                               |
| Kandidat                                                             | Kandidat                                                             | Antal                                                                | %                                                                    | +− %                                                                 |
| -------------------------------------------------------------------- | -------------------------------------------------------------------- | -------------------------------------------------------------------- | -------------------------------------------------------------------- | -------------------------------------------------------------------- |
|                                                                      | Axel Ljungman (GL)                                                   | 523                                                                  | 57,4                                                                 | ▼16,7                                                                |
|                                                                      | Carl Ödman (prot.)                                                   | 383                                                                  | 42,0                                                                 | ▲17,3                                                                |
|                                                                      | Övriga kandidater                                                    | 5                                                                    | 0,6                                                                  |                                                                      |
| Antal giltiga röster                                                 | Antal giltiga röster                                                 | 911                                                                  |                                                                      |                                                                      |
| Kasserade röster                                                     | Kasserade röster                                                     | 1                                                                    |                                                                      |                                                                      |
| Totalt                                                               | Totalt                                                               | 912                                                                  |                                                                      |                                                                      |

Valet ägde rum den 15 augusti 1893. Valdeltagandet var 47,3%.

### 1896
| Andrakammarvalet i Sverige 1896: Orusts och Tjörns domsagas valkrets | Andrakammarvalet i Sverige 1896: Orusts och Tjörns domsagas valkrets | Andrakammarvalet i Sverige 1896: Orusts och Tjörns domsagas valkrets | Andrakammarvalet i Sverige 1896: Orusts och Tjörns domsagas valkrets | Andrakammarvalet i Sverige 1896: Orusts och Tjörns domsagas valkrets |
| Kandidat                                                             | Kandidat                                                             | Röster                                                               | Röster                                                               | Röster                                                               |
| Kandidat                                                             | Kandidat                                                             | Antal                                                                | %                                                                    | +− %                                                                 |
| -------------------------------------------------------------------- | -------------------------------------------------------------------- | -------------------------------------------------------------------- | -------------------------------------------------------------------- | -------------------------------------------------------------------- |
|                                                                      | Axel Ljungman (L, frih.)                                             | 403                                                                  | 52,8                                                                 | ▼4,6                                                                 |
|                                                                      | Simon Hedström (FP)                                                  | 345                                                                  | 45,2                                                                 |                                                                      |
|                                                                      | Övriga kandidater                                                    | 15                                                                   | 2,0                                                                  |                                                                      |
| Antal giltiga röster                                                 | Antal giltiga röster                                                 | 763                                                                  |                                                                      |                                                                      |
| Kasserade röster                                                     | Kasserade röster                                                     | 3                                                                    |                                                                      |                                                                      |
| Totalt                                                               | Totalt                                                               | 766                                                                  |                                                                      |                                                                      |

Valet ägde rum den 27 juli 1896. Valdeltagandet var 33,2%.

### 1899
| Andrakammarvalet i Sverige 1899: Orusts och Tjörns domsagas valkrets | Andrakammarvalet i Sverige 1899: Orusts och Tjörns domsagas valkrets | Andrakammarvalet i Sverige 1899: Orusts och Tjörns domsagas valkrets | Andrakammarvalet i Sverige 1899: Orusts och Tjörns domsagas valkrets | Andrakammarvalet i Sverige 1899: Orusts och Tjörns domsagas valkrets |
| Kandidat                                                             | Kandidat                                                             | Röster                                                               | Röster                                                               | Röster                                                               |
| Kandidat                                                             | Kandidat                                                             | Antal                                                                | %                                                                    | +− %                                                                 |
| -------------------------------------------------------------------- | -------------------------------------------------------------------- | -------------------------------------------------------------------- | -------------------------------------------------------------------- | -------------------------------------------------------------------- |
|                                                                      | Carl Ödman (LMP)                                                     | 425                                                                  | 50,9                                                                 |                                                                      |
|                                                                      | Axel Ljungman (LMP)                                                  | 365                                                                  | 43,7                                                                 | ▼9,1                                                                 |
|                                                                      | Pål Wistrand                                                         | 20                                                                   | 2,4                                                                  |                                                                      |
|                                                                      | Johan Kjellberg                                                      | 16                                                                   | 1,9                                                                  |                                                                      |
|                                                                      | Övriga kandidater                                                    | 9                                                                    | 1,1                                                                  |                                                                      |
| Antal giltiga röster                                                 | Antal giltiga röster                                                 | 835                                                                  |                                                                      |                                                                      |
| Kasserade röster                                                     | Kasserade röster                                                     | 3                                                                    |                                                                      |                                                                      |
| Totalt                                                               | Totalt                                                               | 838                                                                  |                                                                      |                                                                      |

Valet ägde rum den 24 augusti 1899. Valdeltagandet var 40,5%.

### 1902
| Andrakammarvalet i Sverige 1902: Orusts och Tjörns domsagas valkrets | Andrakammarvalet i Sverige 1902: Orusts och Tjörns domsagas valkrets | Andrakammarvalet i Sverige 1902: Orusts och Tjörns domsagas valkrets | Andrakammarvalet i Sverige 1902: Orusts och Tjörns domsagas valkrets | Andrakammarvalet i Sverige 1902: Orusts och Tjörns domsagas valkrets |
| Kandidat                                                             | Kandidat                                                             | Röster                                                               | Röster                                                               | Röster                                                               |
| Kandidat                                                             | Kandidat                                                             | Antal                                                                | %                                                                    | +− %                                                                 |
| -------------------------------------------------------------------- | -------------------------------------------------------------------- | -------------------------------------------------------------------- | -------------------------------------------------------------------- | -------------------------------------------------------------------- |
|                                                                      | Carl Ödman                                                           | 413                                                                  | 54,6                                                                 | ▲3,7                                                                 |
|                                                                      | Carl Olausson (frisinnad)                                            | 333                                                                  | 44,0                                                                 |                                                                      |
|                                                                      | Övriga kandidater                                                    | 11                                                                   | 1,4                                                                  |                                                                      |
| Antal giltiga röster                                                 | Antal giltiga röster                                                 | 757                                                                  |                                                                      |                                                                      |
| Kasserade röster                                                     | Kasserade röster                                                     | 0                                                                    |                                                                      |                                                                      |
| Totalt                                                               | Totalt                                                               | 757                                                                  |                                                                      |                                                                      |

Valet ägde rum den 6 september 1902. Valdeltagandet var 36,4%.

### 1905
| Andrakammarvalet i Sverige 1905: Orusts och Tjörns domsagas valkrets | Andrakammarvalet i Sverige 1905: Orusts och Tjörns domsagas valkrets | Andrakammarvalet i Sverige 1905: Orusts och Tjörns domsagas valkrets | Andrakammarvalet i Sverige 1905: Orusts och Tjörns domsagas valkrets | Andrakammarvalet i Sverige 1905: Orusts och Tjörns domsagas valkrets |
| Kandidat                                                             | Kandidat                                                             | Röster                                                               | Röster                                                               | Röster                                                               |
| Kandidat                                                             | Kandidat                                                             | Antal                                                                | %                                                                    | +− %                                                                 |
| -------------------------------------------------------------------- | -------------------------------------------------------------------- | -------------------------------------------------------------------- | -------------------------------------------------------------------- | -------------------------------------------------------------------- |
|                                                                      | Carl Ödman                                                           | 674                                                                  | 55,3                                                                 | ▲0,7                                                                 |
|                                                                      | Carl Olausson (höger)                                                | 544                                                                  | 44,6                                                                 | ▲0,6                                                                 |
|                                                                      | Övriga kandidater                                                    | 1                                                                    | 0,1                                                                  |                                                                      |
| Antal giltiga röster                                                 | Antal giltiga röster                                                 | 1 219                                                                |                                                                      |                                                                      |
| Kasserade röster                                                     | Kasserade röster                                                     | 8                                                                    |                                                                      |                                                                      |
| Totalt                                                               | Totalt                                                               | 1 227                                                                |                                                                      |                                                                      |

Valet ägde rum den 10 september 1905. Valdeltagandet var 53,3%.

### 1908
| Andrakammarvalet i Sverige 1908: Orusts och Tjörns domsagas valkrets | Andrakammarvalet i Sverige 1908: Orusts och Tjörns domsagas valkrets | Andrakammarvalet i Sverige 1908: Orusts och Tjörns domsagas valkrets | Andrakammarvalet i Sverige 1908: Orusts och Tjörns domsagas valkrets | Andrakammarvalet i Sverige 1908: Orusts och Tjörns domsagas valkrets |
| Kandidat                                                             | Kandidat                                                             | Röster                                                               | Röster                                                               | Röster                                                               |
| Kandidat                                                             | Kandidat                                                             | Antal                                                                | %                                                                    | +− %                                                                 |
| -------------------------------------------------------------------- | -------------------------------------------------------------------- | -------------------------------------------------------------------- | -------------------------------------------------------------------- | -------------------------------------------------------------------- |
|                                                                      | Carl Olausson                                                        | 614                                                                  | 57,4                                                                 | ▲12,8                                                                |
|                                                                      | Carl Ödman                                                           | 453                                                                  | 42,3                                                                 | ▼13,0                                                                |
|                                                                      | Övriga kandidater                                                    | 3                                                                    | 0,3                                                                  |                                                                      |
| Antal giltiga röster                                                 | Antal giltiga röster                                                 | 1 070                                                                |                                                                      |                                                                      |
| Kasserade röster                                                     | Kasserade röster                                                     | 7                                                                    |                                                                      |                                                                      |
| Totalt                                                               | Totalt                                                               | 1 077                                                                |                                                                      |                                                                      |

Valet ägde rum den 6 september 1908. Valdeltagandet var 39,7%.